# Деласс, Ги
Ги Дела́сс (фр. Guy Delhasse; 19 февраля 1933, Льеж, Валлония — 27 января 2025, Льеж, Валлония) — бельгийский футболист, играл на позиции вратаря.

## Биография

### Клубная карьера
Большую часть карьеры Деласс играл за «Льеж», с которым в 1953 году выиграл чемпионский титул. В составе «Льежа» сыграл в общей сложности 386 матчей. В 1967 году перешёл в «Беринген», за который отыграл два сезона и в 1969 году завершил карьеру.

### Карьера в сборной
Дебютировал за сборной Бельгии 8 марта 1961 года в товарищеском матче со сборной Германии — Бельгия проиграла со счётом 0:1. Всего за сборную Бельгии сыграл 7 матчей.

### Смерть
Скончался 27 января 2023 года в доме престарелых в городе Льеже в возрасте 91 года.

## Достижения
«Льеж»
- Чемпион Бельгии (1): 1952/53